# Мукаддам (військове звання)
Мукаддам (араб. مقدم) — арабський титул, прийнятий в інших ісламських або ісламізованих культурах, для різних цивільних або релігійних посадовців.
Згідно з перськими записами середньовічної Індії, мукаддами разом з хотами та чоудхурі виступали спадковими сільськими посередниками між державою та селянством. Виникнувши під час Делійського султанату, найраніша відома згадка про систему мукаддамів датується першими десятиліттями 13-го століття, коли Хасан Нізамі писав про делегацію мукаддамів, які пропонували подарунки султану Кутб ад-Дін Айбек. Мукаддамів зобов’язували збирати доходи на територіях, що перебували під їхньою юрисдикцією, за що вони отримували або 2,5% як винагороду, або безкоштовну землю, що дорівнювала цій сумі. Соціально-економічний статус мукаддамів змінювався з часом; під час податкових реформ Алауддіна Халджі, багато з них збідніли через скасування їхніх традиційних привілеїв. Однак в інші періоди мукаддами «були достатньо заможними, щоб їздити на дорогих арабських та іракських конях, носити гарний одяг і поводитися як члени вищих класів». З часом мукаддами та чоудхурі набули рис поміщиків у своїх місцевостях, а деякі навіть досягли статусу заміндарів у період Моголів. Мукаддами могли бути позбавлені свого статусу державою.
У Тіджанійя, Шаділійя, Рахманія та інших суфійських орденах мукаддам — це учень суфійського шляху (мурид або дервіш), який отримав дозвіл від свого Наставника (також відомого як шейх, пір або муршид) допомагати у навчанні шляху інших учнів.
У Лівані мукаддами були політичними лідерами своєї релігійної громади. Останні мукаддами зникли на початку 17 століття.

## Військове використання
У збройних силах кількох арабських країн мукаддам еквівалентний англомовним званням підполковник, командир та командир авіакрила, залежно від роду військ.
|                                            | Армія              | Флот                               | Повітряні сили     |
| ------------------------------------------ | ------------------ | ---------------------------------- | ------------------ |
| Національна народна армія Алжиру           |                    |                                    |                    |
| Французькою                                | Lieutenant colonel | Lieutenant colonel                 | Lieutenant colonel |
| Сили оборони Бахрейну                      |                    |                                    |                    |
| Збройні сили Єгипту                        |                    |                                    |                    |
| Збройні сили Іраку                         |                    |                                    |                    |
| Збройні сили Йорданії                      |                    |                                    |                    |
| Збройні сили Кувейту                       |                    |                                    |                    |
| Збройні сили Лівану                        |                    |                                    |                    |
| Збройні сили Лівії                         |                    |                                    |                    |
| Збройні сили Мавританії                    |                    |                                    |                    |
| Варіант                                    |                    | مقدم بحري Мукаддам бахріун         |                    |
| Збройні сили Султана Оману                 |                    |                                    |                    |
| Національні сили безпеки Палестини         |                    | Н/Д                                | Н/Д                |
| Збройні сили Катару                        |                    |                                    |                    |
| Збройні сили Саудівської Аравії            |                    |                                    |                    |
| Збройні сили Судану                        |                    |                                    |                    |
| Збройні сили Сирії                         |                    |                                    |                    |
| Збройні сили Тунісу                        |                    |                                    |                    |
| Варіант                                    |                    | مقدم بالبحرية Мукаддам біальбахрія |                    |
| Французькою                                | Lieutenant colonel | Capitaine de frégate               | Lieutenant colonel |
| Збройні сили Об'єднаних Арабських Еміратів |                    |                                    |                    |
| Збройні сили Республіки Ємен               |                    |                                    |                    |